# Леонардо III Токо
Леонардо III Токо (после 1436. — око 1499.) је био последњи средњовековни епирски владар. Владао је од 1448. до 1479. године. Владао је Епиром од смрти оца деспота Карло II Тока 1448. године, па до пада деспотовине под Османско царство 1479. године. Деспот Леонардо III је био један од последњих независних латинских владара у Грчкој и последњи који је држао територије на грчком копну. Након пада своје деспотовине, деспот Леонардо III је побегао у Италију и постао земљопоседник и дипломата. Наставио је да претендује на своје титуле у егзилу све до своје смрти.
Деспот Леонардо III је од свог оца наследио бројне поседе на западном грчком копну. Већину ових копнених територија, укључујући главни град Арту, освојили су Османлије 1449. године, прве године Леонардове владавине. Деспот Леонардо III Токо је наследио трон док је још увек био малолетан, а његову владавину је у почетку неколико година водио четворочлани намеснички савет. Пошто је постао довољно стар да сам влада, деспот Леонардо III је наредио да се сви његови бивши намесници погубе. Деспот Леонардо III Токо је учествовао у неколико анти-османских активности, као што је рат на страни Венецијанске Републике у Првом османско-млетачком рату (1463–1479). Упркос томе, његово царство је остављено у миру током већег дела његове владавине и постало је један од најпросперитетнијих региона у Грчкој.
Иако енергичан и мудар, деспот Леонардо III није био баш успешан. Уложио се у неколико напора да добије подршку многих Грка који су живели под његовом влашћу, као што је обнављање грчких православних верских седишта, омогућавање Грцима одређеног степена аутономне самоуправе и издавање повеља на грчком језику. Чини се да ови напори нису утицали на већину становништва. Године 1477. деспот Леонардо III Токо се оженио напуљском племкињом у покушају да добије подршку Краљевине Напуља. Овај потез се катастрофално вратио; Република Венеција, која је деловала као Леонардова главна заштита од Османлија, супротставила се напуљском утицају у Грчкој и престала да подржава деспота Леонарда III. Крај млетачке заштите отворио је пут османској инвазији 1479. године, која је окончала Леонардову владавину.
Сматрајући противљење Османлијама узалудно, деспот Леонардо III Токо је побегао у изгнанство. Иако је остатак живота провео размишљајући о начинима да поврати своју земљу, деспот Леонардо III се никада није вратио у Грчку. У Италији је покушао да повећа свој статус стицањем разних феуда. Ово је био неуспешан подухват који је резултирао тиме да је деспот Леонардо III завршио у значајним дуговима и изгубио сву земљу коју је стекао. Деспот Леонардо III Токо је умро у Риму у неком тренутку понтификата папе Александра VI (1492–1503), сломљен док се његова кућа срушила на њега. Леонардове титуларне претензије наследио је његов најстарији син деспот Карло III Токо.

## Позадина
Епирска деспотовина је била једна од византијских држава наследница основаних 1204/1205. године после Четвртог крсташког рата, настала након пропасти Византијског царства и стварање Латинског царства од стране крсташа на његовом месту. Деспотовином је првобитно владала византијска породица Комнин Дука, огранак династије Анђела која је владала Византијом од 1185. до 1204. године, касније је пала у руке италијанске породице Орсини 1318. године, наслеђивањем и сплеткама, пре него што је деспотовина била освојена од стране Српског царства 1340. - их година.
Иако ће разни локални владари после тога тражити титулу 'деспота', деспотовина није враћена у нешто слично свом првобитном облику све до раног XV века, када је италијански племић деспот Карло I Токо радио на проширењу својих поседа освајањем. Деспот Карло I је био син Леонарда I Тока, коме је Напуљско краљевство доделило титулу грофа Палатина од Кефалоније и Закинтоса. Ујак деспота Карла I, Исаул де Буонделмонти, који је као деспот владао градом Јанином, умро је 1411. године. Град је тада држала његова супруга деспина Јевдокија Балшић, али су је мештани због њене непопуларности збацили, позивајући грофа Карла I да уместо деспине Јевдокије постане њихов владар. Само два месеца након Исаулове смрти, гроф Карло I је тријумфално ушао у Јанину. Готово одмах је преузео титулу деспота, иако су мештани инсистирали да гроф Карло I тражи признање те титуле од византијског цара. Пошто је примио брата грофа Карла I, грофа Леонарда II Тока за изасланика, цар Манојло II Палеолог (1391–1425) је 1415. године, формално признао грофа Карла I за деспота. Деспот Карло I је уз своју титулу деспота сматрао да му даје право на земље којима су раније владале династије Комнина Дука и Орсини од Епирске деспотовине. Године 1416. заузео је Арту, стару престоницу деспотовине.
Деспот Леонардо III Токо је био најстарији син и наследник деспота Карла II Тока, синовца и наследника деспота Карла I. Леонардова мајка била је баронеса Рајмондина Вентимиља, ћерка италијанског барона Ђованија Вентимиље.

## Биографија
Леонардо је био син Карла II Тока, грофа Кефалоније и епирског владара. Мајка му је била баронеса Рамондина од Вентимиље. Леонардо је наследио оца након његове смрти октобра 1448. године. Епиром је владао из Арте. Арту 24. марта 1449. године заузимају Турци. Леонардове земље свеле су се на три тврђаве. Столовао је у Анђелокастрону. Турци га освајају 1460. године те се деспот Леонардо III пребацио на острва. Деспот Леонардо III Токо се 1. маја 1463. године оженио Милицом, ћерком српског деспота Лазара Бранковића и деспине Јелене Палеолог. Деспина Милица је умрла већ 1464. године. Три године касније деспот Леонардо III се оженио Франческом Марзано, ћерком Леоноре Арагонске, односно унуком краља Алфонса V Арагонског. Тиме се повезао са напуљском круном што није одговарало Млетачкој републици. Турци 1479. године освајају Кефалонију, Воницу и Закинтос. Деспот Леонардо III бежи у Напуљ. Добио је неке поседе од краља Фердинанда I на којима је и умро око 1499. године.

### Ступање на трон и рана владавина
Леонардо је још био малолетан када му је отац умро 30. септембра 1448. године. Без снажног вође, четворица гувернера које је деспот Карло II именовао да формирају намесничко веће за свог сина (Јакобус Росо, Андреас де Гвидо де Стрионе, Гаеатиус де Санта Колумба и Маринус Милиарес) тражили су преко Јадранског мора помоћ у одбрани поседа од Османског царства. Неки су тражили помоћ од Венецијанске Републике, један гувернер је чак нудио да своје острво прода Млечанима, док су други тражили помоћ од краља Алфонса V Напуљског због некадашњих веза између породице Токо и напуљске круне. Иако је Венеција ушла у преговоре о слању помоћи, Османлије су удариле пре него што је споразум могао бити закључен. Главни град деспотовине, Арта, пао је у руке Османлија 24. марта 1449. године, након чега су сви Леонардови копнени поседи, осим три насеља Воница, Варназа и Ангелокастро, били припојени. Ове земље ће Османлије касније назвати Карли-Или (Карлова земља) у односу на Леонардовог претка деспота Карла I Тока.
Иако је пад копна учинио јасном претњу од даљег османског освајања, ни Венеција ни Напуљ нису понудили много помоћи. Изгледа да је краљ Алфонсо V деспота Леонарда III сматрао својим вазалом, а Венеција се показала неспремном да помогне када је постало јасно да деспот Леонардо III Токо и његови намесници нису били вољни да у замену за помоћ Венеције да им уступе Закинтос или друге делове Леонардовог домена, нити у замену да Венецији буде дозвољено да управља острвима до његовог пунолетства. Ипак, деспот Леонардо III је на крају успео да обезбеди заштиту Венеције и на тај начин постао почасни грађанин Републике светог Марка. У временима када је Леонардова деспотовина било заиста угрожена, Венеција је трошила ресурсе на обезбеђивање његове безбедности, као на пример 1463. године, када су бројни инциденти са османским бродовима у близини Леонардових острва довели до тога да је Венеција послала бродове да посматрају ситуацију, демонстрирају силу и заштите локално становништво. Венецијанска заштита је, међутим, често била само номинална, при чему су многи Леонардови апели за помоћ били одбијени.

### Одбијање османске инвазије
Након пада Арте, Леонардови поседи су уживали неколико година мира, чак и оскудна поседа на копну била је ослобођена упада Османлија. Зашто су Османлије оставили деспота Леонарда III Тока на миру, није познато. Савремени записи то објашњавају кроз 'Божју вољу', мада је то вероватније због преокупације Османлија освајањем других балканских области током овог периода. Иако ни на који начин није био моћан владар, деспот Леонардо III је радио на отпору снажења Османског царства. У потезу који је историчар Вилијам Милер 1908. године, описао као претерано „патриотски“ или „неполитичан“, деспот Леонардо III Токо се придружио албанском кнезу Скендербегу у одбацивању османске власти 1460. године. Резултати су били катастрофални, пошто је деспот Леонардо III изгубио две од своје три тврђаве на копну, задржавши само један посед Воницу, заробљен је и одведен у Коринт, одакле је наводно предузео смело бекство уз помоћ гусара. Иако је изгубио контролу над готово целим копненим поседом, деспот Леонардо III Токо је и даље имао подршку латинског становништва у својим бившим земљама и активно је настојао да их поврати. Године 1463. чуо је да Венеција спрема експедицију да освоји Мореју, која је била византијска крња држава све до њеног пада под Османлије 1460. године. Сазнавши то, деспот Леонардо III је апеловао на Венецију да му помогне да поново преузме своје копнене поседе, иако је тај план на крају био ништаван.
У време Првог османско-млетачког рата (1463–1479), деспот Леонардо III Токо је био један од последњих независних латинских владара у Грчкој. Дуготрајни процес османског освајања Грчке и остатка Балкана, као и борбе које су у току, учиниле су да Леонардово острвско деспотство постане уточиште хиљада хришћанских избеглица, којима је било дозвољено да живе у својим донекле аутономним заједницама. Деспот Леонардо III је такође у извесној мери учествовао у текућем рату, делујући као посредник између Венеције и Османлија и шаљући повремену војну помоћ венецијанским снагама. Одушевљени пријем избеглица и недостатак пажње Османлија осигурали су да чак и док је копно било разорено ратом, Леонардова острва цветају у миру. Када је византијски историчар Георгије Сфранцес посетио острва у то време, затекао их је како уживају у периоду мира, а деспот Леонардо III је преузео власт након што је погубио своја четири намесника. Шпански историчар из XVI века Јеронимо Зурита и Кастро, који је посетио Леонардова бивша острва неколико деценија након пада деспотовине, приметио је да је просперитет острва дао деспоту Леонарду III право да се с правом назива краљем, а не пуким деспотом или грофом палатином. Зуритин приказ деспота Леонарда III Тока као независног и просперитетног владара, који је делимично потврђен и неким другим савременим записима, довео је до тога да многи научници читаву Леонардову владавину окарактеришу као владавину просперитета и мира, али ово је далеко од нијансиране слике, с обзиром да други записи сведоче да је период био катастрофа која се завршила османским освајањем. Иако велики део сачуваних доказа указује на то да је деспот Леонардо III Токо био мудар и енергичан владар, његова деспотовина је било оптерећена спољашњим претњама у виду Османлија и Венеције, као и унутрашњим проблемима, и показала се да није у стању да избегне напад Османлија, судбина којој ниједан балкански владар у XV веку није могао да избегне.
Током Леонардове владавине, управа над његовим острвима је била ефикасно организована. Имао је неколико благајника, као и финансијских службеника званих 'прокуратори'. Цивилну и судску управу водили су виценамесници, или капетани, са по једним именованим за свако острво. Иако је деспот Леонардо III Токо понудио значајну подршку локалној католичкој цркви, успостављеној откако су острва дошла под власт италијанске породице Орсини више од једног века раније, он је такође пазио да не занемари православну цркву, јер је закључио да би, ако малтретира локалне Грке, могли да се завере са Османлијама да га свргну. Године 1452. деспот Леонардо III је оживео православну епископију Кефалоније, древну епископију која је била упражњена након преузимања власти Орсинија, постављајући новог православног епископа са јурисдикцијом над острвима Закинтос и Итаком. Деспот Леонардо III је такође почео да запошљава већи број Грка у својој администрацији и почео је да издаје повеље на грчком. Иако је деспот Леонардо III Токо тако дао неколико уступака Грцима, многи његови православни поданици су га, упркос његовим надама, ипак сматрали тиранином. Деспот Леонардо III је патио од неких проблема због унутрашњег неслагања, посебно инцидента из 1468. године када су неки људи са Крфа пљачкали и силовали око града на Закинтосу, као и проблема изазваних природним непогодама, као што је низ јаких земљотреса 1469. године, који је изазвао срушене куће и смрт на свим острвима под његовом контролом.

### Пад деспотовине
Леонардова прва жена, којом се оженио 1. маја 1463. године, била је деспина Милица Бранковић, унука деспота Томе Палеолога, брата последњег византијског цара Константина XI Палеолога. Након њене смрти 1464. године, депот Леонардо III је покушао да се поново ожени како би запечатио политички савез, у нади да ће спасити оно што је остало од његове деспотовине. Тако се оженио Франческом Марзано 1477. године, сестричином краља Фердинанда I Напуљског. Ефекат Леонардовог брака био је супротан од онога што је желео. С обзиром на то да Република Венеција није имала жељу да види повратак напуљског утицаја на Леонардова острва, брак их је додатно удаљио. Венецијанска освета дошла је у облику тога што је Венеција изоставила деспота Леонарда III Тока из њиховог мировног споразума са Османлијама из 1479. године, чиме је заправо остао сам у рату против султана Мехмеда II. Неповољан мировни споразум који је деспот Леонардо III успео да обезбеди са Османлијама довео је до тога да је морао не само да плаћа 4.000 дуката годишње као данак, већ и да је деспот Леонардо III Токо пристао да поклони 500 дуката сваком османском гувернеру провинције који га посети.
На несрећу по деспота Леонарда III, османски званичник га је посетио убрзо након потписивања мировног споразума. С обзиром на то да је овај чиновник био још малолетан и да је недавно изгубио достојанство паше, деспот Леонардо III Токо му је поклонио више воћа него 500 дуката. Љут због овог бледог поклона, млади званичник је дошао до султана Мехмеда II, подсетивши султана Мехмеда II Освајача на деспота Леонарда III који је био изостављен из већег венецијанског мировног споразума и Леонардовог про-млетачког става током рата. Жељан изговора за инвазију на Леонардове поседе, одакле се султан Мехмед II на крају надао да ће покренути инвазију на Италију, султан Мехмед II је послао флоту од 29 бродова којима је командовао Гедик Ахмед-паша, бивши велики везир, да освоје острва. Знајући да му Млечани неће помоћи, а да Напуљ неће моћи, као и чињеницу да га многи његови нелатински поданици мрзе, деспот Леонардо III је закључио да је борба против Османлија била узалудна. Тако је деспот Леонардо III Токо сакупио своје драгоцености и побегао са острва Лефкаде, одакле је владао, у тврђаву Светог Ђорђа на острву Кефалонији, најјачу од тврђава под његовом контролом.
Деспот Леонардо III Токо је почео да губи поверење у гарнизон Светог Ђорђа. Када су Османлије стигли и уочили његов брод са благом, деспот Леонардо III је одлучио да побегне, журно се укрцавши на венецијански брод, заједно са својом женом, сином Карлом и браћом Ђованијем и Антониом, упутио се у Таранто у јужној Италији  Један по један, Леонардови преостали поседи брзо су освојиле Османлије су брзо пале у августу и септембру 1479. године, Османлије су побили званичнике, спалили дворце и одвели много људи ниже класе у ропство.

### Живот у изгнанству
Италија је била очигледан избор за уточиште, с обзиром да је била најближа хришћанска земља и прапостојбина Леонардове породице. Деспот Леонардо III Токо је такође био добро повезан са италијанским племством и стога је могао да очекује добродошлицу. Не само да је деспот Леонардо III био сестрић напуљског краља, Леонардова снаја је такође била удата за сестрића папе Сикста IV. Деспота Леонарда III и његову породицу дочекао је пријатељски пријем код краља Фердинанда I Напуљског по њиховом доласку. Леонардов ујак му је доделио годишњу пензију од 500 флорина, а такође га је прогласио племићем, доделивши му феуде Бриатико и Калимера у Калабрији. Ове земље су биле мали гест, с обзиром на то да је деспот Леонардо III Токо очекивао да му краљ Фердинанд I позајми војну помоћ да поново преузме своје земље у Грчкој.
29. фебруара 1480. године, деспот Леонардо III Токо и његова породица стигли су у Рим, тражећи новац од папе Сикста IV. Папски изасланици су се састали са деспотом Леонардом III испред Порта Сан Ђованни и отпратили га до куће коју је закупио између Ботеге Оскура и Виа Пеликиарија. Папа Сикст IV је деспоту Леонарду III дао 1000 златника, а обећао му је пензију од 2000 златника годишње. Папа Сиксто IV је своју великодушност према деспоту Леонарду III забележио у рељефима на фрескама Оспедале ди Санто Спирито у Сасији, који бележе како је папа Сикст IV „хранио [Леонарда] својом краљевским благодатима“. Леонардови покушаји да стекне новац од папства могу се објаснити његовим великим дуговима, пошто земља коју му је краљ Фердинанд I доделио није била довољна да издржава себе, своју породицу и пратњу. До октобра 1480. године, деспот Леонардо III Токо је био дужан краљу Фердинанду I 12.000 дуката, а његовој жени 600 дуката. Након што је остао у Риму око месец дана, деспот Леонардо III Токо је поново отишао у јужну Италију.
Деспот Леонардо III Токо и његова породица су се надали да ће повратити своје територије у Грчкој. Леонардов брат Антонио је накратко успео, уз помоћ неких каталонских плаћеника, да поврати острва Кефалонију и Закинтос 1481. године. Венеција није желела да острва поново потпадну под власт Напуља, па је радила на уклањању Антонија. Године 1482, венецијански гувернер Метонија је успешно преузео контролу над Закинтосом, а 1483. године, Антонио је убијен од стране његовог сопственог гарнизона због страха од скорог напада Венеције. Иако су Османлије захтевале враћање острва и деспот Леонардо III је поднео петицију Венецији да се врати као владар, Венеција је успела да задржи острва до пропасти Млетачке републике у касном XVIII веку (иако је Кефалонија накратко дошла под османску контролу 1485–1500). Иако ће деспот Леонардо III Токо провести остатак свог живота размишљајући о томе како да поврати своје земље, више никада нису учињени покушаји да се оне поврате.
Деспот Леонардо III Токо је служио краљу Фердинанду I као дипломата у Шпанији. Записано је да су Шпанци третирали деспота Леонарда III са краљевским почастима, понављајући Зуритину процену о њему као да заслужује краљевски статус. Деспот Леонардо III Токо је такође радио на даљем побољшању свог богатства и моћи у јужној Италији, али се показало да је то био углавном бесплодан подухват. Године 1480. купио је град Синопољ за 20.000 дуката, али није могао њиме да управља. До 1496. године потврђено је да су многи феуди које је деспот Леонардо III сакупио под влашћу других људи, што значи да их је изгубио на неки начин. 1495. године, деспоту Леонарду III је додељен апулијски град Монополи од стране Француског краљ Шарла VIII, који је извршио инвазију и преузео контролу над Напуљем. Деспот Леонардо III Токо се на крају вратио у Рим, умирући тамо у току понтификата папе Александра VI (1492–1503), када се његова кућа срушила на њега.

### Потомство
Деспина Милица Бранковић родила је деспоту Леонарду III једног сина, Карла III Тока (1464-1518). Карло је наследио оца као титуларни владар Епира (Арте) и Закинтоса. Франческа Марзано родила му је петоро деце: Иполита Токо, Леонора Токо (монахиња), Марија Токо (удата за Пјетра Таламанку), Пјетра Тока (умро млад) и Рамондина Токо (удата за Антониа Марија Пикоа дел ла Мирандолу). Деспот Леонардо III Токо је имао и ванбрачног сина, Феранта Тока (умро 1535. године). Феранто је служио шпанског краља као амбасадор на двору енглеског краља Хенрија VII Тјудора 1506. године. Његов син Бенет био је бискуп Ђироне од 1572. до 1583. и бискуп Љеиде од 1583. године до своје смрти 1585. године.
Са деспином Милицом Бранковић деспот Леонардо III је имао само једно дете, свог најстаријег сина:
- Карло III Токо (1464–1518),[69] који је наследио деспота Леонарда III као титуларни деспота Епира и грофа Палатин од Кефалоније и Закинтоса.[70][71] Познат по војној служби под царем Светог римског царства Максимилијана I (1508–1519).[72]

Са деспином Франческом Марзано, деспот Леонардо III је имао још петоро деце; два сина и три ћерке:
- Фердинандо или Феранте Токо (после 1480. – 23. децембра 1525. године), син који је такође служио под царем Максимилијаном I, а касније је постао војник и дипломата у Шпанији,[74] на пример, потврђен на двору краља Хенрија VII од Енглеске 1506. године.[75]
- Рајмондина, Рамонда или Рамусиа Токо (после 1480 – после 1519), ћерка која је живела у Венецији, а касније у Риму. Удата за Антониа Мариа Пицо делла Мирандола, италијански племић.[76]
- Елеонора Токо (после 1480 – ?), ћерка која је живела у Венецији и замонашила се.[77]
- Пиетро Токо (после 1480 – ?), син који је умро у детињству.[78]
- Иполита Токо (после 1480 – ?), ћерка која је живела у Венецији, а потом у Риму.[79]

## Породично стабло
| \| \| \| \| \| 2. Карло II Токо \| \| \| \| \| \| \| \| \| \| \| \| \| \| \| \| \| \| \| \| \| \| \| \| \| \| \| \| \| \| \| \| \| 1. Леонардо III Токо \| \| \| \| \| \| \| \| \| \| \| \| \| \| \| \| \| \| \| \| \| \| \| \| \| \| \| \| \| \| \| \| \| \| \| \| 3. Рамондина од Вентимиље \| \| \| \| \| \| \| \| \| \| \| \| \| \| \| \| \| \| \| \| \| \| \| \| \| |                           |  |  |                  |  |  |  |
| |                           |  |  | 2. Карло II Токо |  |  |  |
| |                           |  |  |                  |  |  |  |
| |                           |  |  |                  |  |  |  |
| |                           |  |  |                  |  |  |  |
| | 1. Леонардо III Токо      |  |  |                  |  |  |  |
| |                           |  |  |                  |  |  |  |
| |                           |  |  |                  |  |  |  |
| |                           |  |  |                  |  |  |  |
| | 3. Рамондина од Вентимиље |  |  |                  |  |  |  |
| |                           |  |  |                  |  |  |  |
| |                           |  |  |                  |  |  |  |